# Castel di Sangro
Castel di Sangro este o comună din provincia L'Aquila, regiunea Abruzzo,  Italia.
Populația comunei este de 6.109 locuitori (2008).

## Demografie
Castel di Sangro - evoluția demografică

|  | Graficele sunt indisponibile din cauza unor probleme tehnice. Mai multe informații se găsesc la Phabricator și la wiki-ul MediaWiki. |

Date: Recensăminte sau birourile de statistică - grafică realizată de Wikipedia